# 제국 단위계

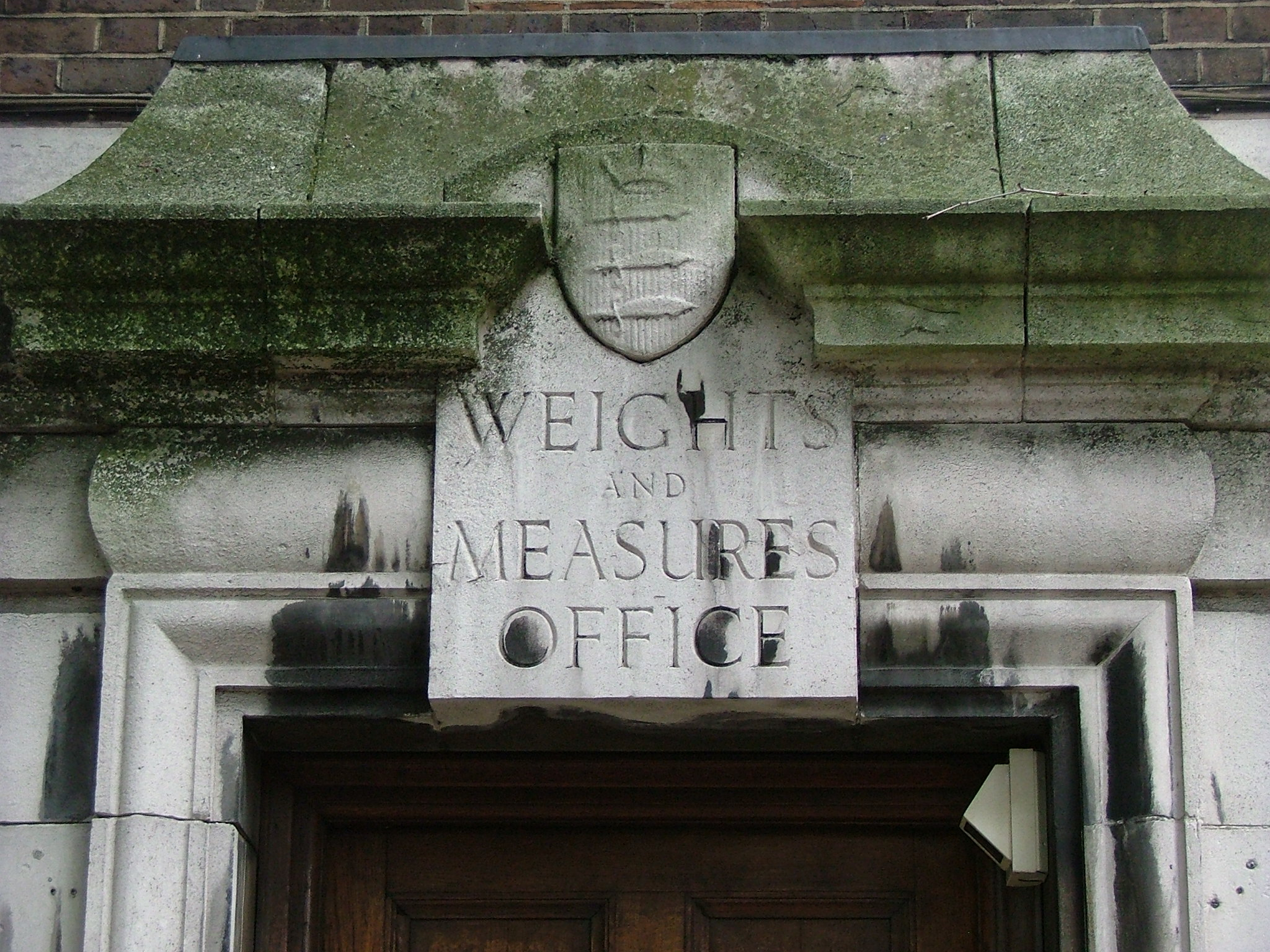
런던 세븐시스터즈(590 세븐시스터즈가)에 있는 구 도량형국 건물의 모습.

제국 단위계(imperial system of units, imperial system, imperial units, British Imperial)는 1824년 제정된 영국 도량형법에서 처음 정의된 단위계로 일련의 도량형법 개정을 통해 계속 발전했다.
제국 단위계는 미국 단위계(미국 관습단위계)와 비슷하지만 실제로는 미국과 다르게 초기 영국 단위계에서 발전된 단위이다. 제국 단위계는 1588년부터 1825년까지 유효했던 윈체스터 단위를 밀어내고 영국의 표준으로 자리잡았다. 이 단위계는 1826년부터 대영제국 전역에서 사용되기 시작했다.
20세기 후반에 이르면 대영제국에 속했던 영연방 대부분의 국가가 공식적인 단위계로 미터법을 도입했지만 영국과 대영제국의 일부 지역, 특히 캐나다에서는 여전히 미터법과 함께 제국 단위계를 사용하고 있다.
제국 단위계를 정의하는 현대 영국의 법령은 1985년 영국 도량형법(개정안)에 명시되어 있다.

## 시행
1824년 영국 도량형법에서는 당초에 1825년 5월 1일 도량형법을 실시하기로 예정되었다. 하지만 1825년 개정된 도량형법에서 그 실시일이 1826년 1월 1일로 미뤄졌다. 1824년 도량형법에서는 관습적으로 사용했고 널리 알려져 있으며 그와 등가인 제국 단위계로 명확하게 표기되어 있는 경우 제국 단위계 제정 이전에 사용한 단위도 계속 사용할 수 있도록 허가했다.

### 약형 단위

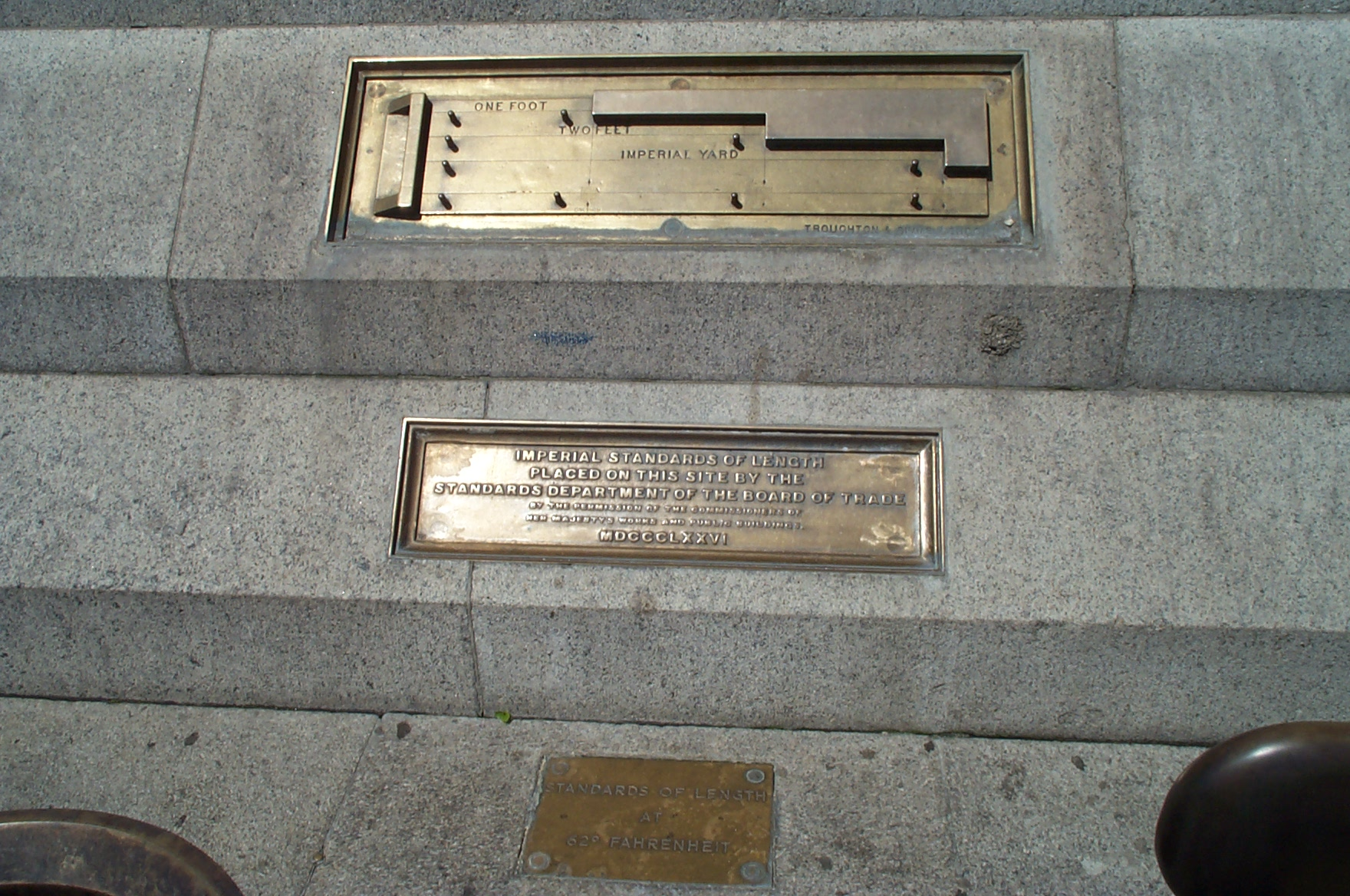
런던 트라팔가 광장에 있는 1876년 기준 제국 표준 야드 형기의 모습.

약형 단위계(Apothecaries' system)는 1824년과 1825년 도량형법에 언급되지 않았다. 당시 약형 도량형은 런던에 있는 왕립 의학대학이 "잉글랜드, 웨일스, 베릭어폰트위드" 지역을, 아일랜드 왕립 의학대학이 아일랜드 지역의 표준을 만들고 있었다. 스코틀랜드 지역에서는 비공식적으로 에든버러 왕립 의학대학이 약형 단위계를 정의했다. 이 3개 대학은 간헐적으로 가끔씩 각각 런던판과 더블린판 약전(Pharmacopoeia)을 발매했고 이 약전은 법적 효력이 있었다.
1836년 런던 약전, 1839년 에든버러 약전, 1850년 더블린 약전이 출판되며 20 액량 온스를 1 제국파인트로 한 제국 약형 단위계가 도입되었다. 1858년 영국 의료법에서는 공식 약전을 출판하고 약형의 계량을 규제할 수 있는 권리를 국왕에게로 이전했다.

## 단위

### 길이 단위
이 문서에서 미터법과의 단위변환은 달리 설명하지 않은 한 가장 최신 법령으로 정의된 공식 정의를 인용한다. 이전까지 제국식 표준 야드의 가장 정확한 측정값은 1야드에 0.914398415 m였다.
| 단위                             | 축약어 | 이전 단위와의 관계 | 피트    | 미터         | 기타 |
| -------------------------------- | ------ | ------------------ | ------- | ------------ | --- |
| 트윕 (twip)                      |        |                    | 1⁄17280 | 0.0000176389 | 타이포그래피에서 사용하는 단위이다. |
| 사우 (thou)                      | th     | 14.4트윕           | 1⁄12000 | 0.0000254    | 사우(thou)는 1천분의 1인치의 약어이다. mil라고 쓰기도 한다.                                                                                                   |
| 발리콘 (barleycorn)              |        | 333+1⁄3 th         | 1⁄36    | 0.0084667    | 1⁄3 in |
| 인치 (inch)                      | - in   | 3 Bc               | 1⁄12    | 0.0254       | 1미터 ≈ 39.3701 in |
| 핸드 (hand)                      | hh     | 4 in               | 1⁄3     | 0.1016       | 미국이나 영연방과 같은 일부 영어권 국가에서는 여전히 말의 키를 사용하는 단위로 사용하고 있다.                                                                 |
| 피트 (foot, feet)                | - ft   | 3 h                | 1       | 0.3048       | |
| 야드 (yard)                      | yd     | 3 ft               | 3       | 0.9144       | 1959년 국제 야드파운드 협정에 따라 정확하게 1야드를 0.9144 m로 정의했다.                                                                                      |
| 체인 (chain)                     | ch     | 22 yd              | 66      | 20.1168      | 100 링크, 4 로드, 1⁄10펄롱에 해당하는 단위이다. 크리켓 피치에서 두 위켓 사이의 거리이다.                                                                      |
| 펄롱 (furlong)                   | fur    | 10 체인            | 660     | 201.168      | 220 yd |
| 마일 (mile)                      | mi     | 8 펄롱             | 5280    | 1609.344     | 1760 yd 혹은 80 체인에 해당한다. |
| 리그 (league)                    | lea    | 3 mi               | 15840   | 4828.032     | 공식적으로는 가장 긴 길이의 단위이다. |
| 해양 거리 단위                   |        |                    |         |              | |
| 패덤 (fathom)                    | ftm    | 2.02667 yd         | 6.0761  | 1.852        | 영국 해군부는 1패덤을 6 ft로 사용했다. 이는 국제 해리가 도입되기 전이었음에도 불구하고 영국에서 사용한 1해리의 1⁄1000(6.08 ft)과 거의 비슷하다.               |
| 케이블 (cable)                   |        | 100 패덤           | 607.61  | 185.2        | 1해리의 10분의 1에 해당한다. 엄격한 정의에 따르면 100 패덤에 해당한다.                                                                                        |
| 해리 (nautical mile)             | nmi    | 10 cables          | 6076.1  | 1852         | 해상 및 항공에서 거리를 측정하는데 사용되며, 대원의 1각분에 해당하는 길이이다. 1970년 국제해리를 1852 m로 정의하기 전까지 영국의 해리는 6080 ft로 정의되었다. |
| 건터의 측량용 단위 (17세기 이후) |        |                    |         |              | |
| 링크 (link)                      |        | 7.92 in            | 66⁄100  | 0.201168     | 1체인의 1⁄100이자 1펄롱의 1⁄1000에 해당한다. |
| 로드 (rod)                       |        | 25 links           | 66⁄4    | 5.0292       | 로드는 펄(pole), 퍼치(perch)라고도 불렀으며 5+1⁄2 야드와 동일하다.                                                                                            |

### 면적 단위
| 단위                                                                                   | 축약어 | 이전 단위와의 관계 | 길이 단위와의 관계 | 제곱피트 | 제곱야드 | 에이커 | 제곱미터       | 헥타르         |
| -------------------------------------------------------------------------------------- | ------ | ------------------ | ------------------ | -------- | -------- | ------ | -------------- | -------------- |
| 퍼치* (perch)                                                                          |        |                    | 1 rd × 1 rd        | 272+1⁄4  | 30+1⁄4   | 1⁄160  | 25.29285264    | 0.002529285264 |
| 루드 (rood)                                                                            |        | 40 퍼치            | 1 펄롱 × 1 rd      | 10890    | 1210     | 1⁄4    | 1011.7141056   | 0.10117141056  |
| 에이커                                                                                 |        | 4 루드             | 1 펄롱 × 1 체인    | 43560    | 4840     | 1      | 4046.8564224   | 0.40468564224  |
| 제곱마일                                                                               | sq mi  | 640 ac             | 1 mi × 1 mi        | 27878400 | 3097600  | 640    | 2589988.110336 | 258.9988110336 |
| 참조: *제곱로드는 수 세기 동안 펄 또는 퍼치, 정확히는 제곱펄 혹은 제곱퍼치로 불러왔다. |        |                    |                    |          |          |        |                |                |

### 부피 단위
1824년 영국 도량형법에 따르면 그전까지 대영제국에서 사용하던 수많은 다양한 갤런을 무효화하고 에일 갤런에 가까운 부피 단위인 법정갤런(흔히 제국갤런이라고 부름)으로 통일한다고 선언했다. 1824년 도량형법에서는 1갤런의 정의를 황동추로 측정했을 때 30 수은주 인치 (102 kPa) 기압의 환경에서 62 °F (17 °C) 온도의 10 파운드 (4.54 kg) 무게의 액체 물이 차지하는 부피로 정의했다. 이 정의에 따르면 1갤런은 277.274 세제곱인치 (4.54371 리터)에 해당한다. 1963년 도량형법에서는 1갤런의 정의를 밀도 0.998859 g/mL의 증류수 10파운드가 밀도 8.136 g/mL의 추로 잰 0.001217 g/mL의 기압만큼의 공기중에서 잰 부피로, 이는 4.546092 L이다. 1985년 영국 도량형법에서는 1갤런을 정확하게 4.54609 L라고 정의했다.
| 단위                                                                                           | 제국 온스 | 제국 파인트 | 밀리리터    | 세제곱인치 | 미국 온스 | 미국 파인트 |
| ---------------------------------------------------------------------------------------------- | --------- | ----------- | ----------- | ---------- | --------- | ----------- |
| 액량 온스 (fluid ounce, fl oz)                                                                 | 1         | 1⁄20        | 28.4130625  | 1.7339     | 0.96076   | 0.060047    |
| 질 (gill, gi)                                                                                  | 5         | 1⁄4         | 142.0653125 | 8.6694     | 4.8038    | 0.30024     |
| 파인트 (pint, pt)                                                                              | 20        | 1           | 568.26125   | 34.677     | 19.215    | 1.2009      |
| 쿼트 (quart, qt)                                                                               | 40        | 2           | 1136.5225   | 69.355     | 38.430    | 2.4019      |
| 갤런 (gallon, gal)                                                                             | 160       | 8           | 4546.09     | 277.42     | 153.72    | 9.6076      |
| 참조: 밀리리터 환산은 정확하지만 세제곱인치와 미국식 단위환산은 소수점 5째자리까지만 정확하다. |           |             |             |            |           |             |

| 액량 | 건량                 | 부피                             |
| --- | -------------------- | -------------------------------- |
| 1⁄2 질 |                      | 4.32 cu in (70.8 mL)             |
| 질 | 1⁄4 파인트           | 8.64 cu in (141.6 mL)            |
| 1⁄2 파인트 | 1⁄2 파인트           | 17.38 cu in (284.8 mL)           |
| 파인트 | 파인트               | 34.76 cu in (569.6 mL; 0.5696 l) |
| 쿼트 | 쿼트                 | 69.32 cu in (1.1360 L)           |
| 1⁄2 갤런 | 1⁄4 펙 혹은 1⁄2 갤런 | 138.64 cu in (2.2719 L)          |
| 갤런 | 1⁄2 펙 혹은 갤런     | 277.274 cu in (4.54371 L)        |
| 2 갤런(펙) | 펙                   | 554.548 cu in (9.08741 L)        |
| 4 갤런(1⁄2 부셸) | 1⁄2 부셸             | 1,109.096 cu in (18.17483 L)     |
| 8 갤런 | 부셸                 | 2,218.192 cu in (36.34965 L)     |
| 64 갤런 | 쿼터                 | 17,745.536 cu in (290.79723 L)   |
| 참조: 1824년 도량형법에서는 액량과 건량 측정법의 차이를 없애고 대신 건량의 경우 쌓아서 측정하지 말라고만 명시했다. 표기한 미터 단위변환은 근사치에 해당한다. |                      |                                  |

#### 영국식 약형 부피 단위
약형 단위계는 새로운 제국 갤런이 정의된 1826년부터 사용되었다. 제약 목적의 이 단위계는 1971년 1월 1일부터 영국에서는 미터법으로 대체되었다. 미국에서는 더 이상 사용을 권장하지 않지만, 약형 단위계는 여전히 의학계 특히 오래된 약물의 처방전에 사용된다.
| 단위                             | 기호와 축약어           | 이전 단위와의 관계             | 미터법 참값      |
| -------------------------------- | ----------------------- | ------------------------------ | ---------------- |
| 미님 (minim)                     | ♏︎, , m, m., min        | (1⁄9600 파인트)                | 59.1938802083 µL |
| 액량 스크러플 (fluid scruple)    | fl ℈, fl s              | 20미님 (1⁄480 파인트)          | 1.18387760416 mL |
| 액량 드람 (fluid dram, fluidram) | ʒ, fl ʒ, fʒ, ƒ 3, fl dr | 3 액량 스크러플 (1⁄160 파인트) | 3.5516328125 mL  |
| 액량 온스 (fluid ounce)          | ℥, fl ℥, f℥, ƒ ℥, fl oz | 8 액량 드람                    | 28.4130625 mL    |
| 파인트 (pint)                    | O, pt                   | 20 액량 온스                   | 568.26125 mL     |
| 갤런 (gallon)                    | C, gal                  | 8 파인트                       | 4.54609 L        |
| 참조: 1.                         |                         |                                |                  |

### 질량 및 무게 단위
19세기에서 20세기 사이 영국은 질량과 무게에서 세 가지 서로 다른 단위계를 사용했다.
- 귀금속에 사용되는 트로이 무게 (Troy)
- 대부분의 용도에 사용되는 상형 무게(Avoirdupois)
- 미터법이 정착되면서 현재는 거의 사용되지 않는 약형 무게(Apothecaries)

질량과 무게의 구분이 항상 명확하진 않다. 엄밀하게는 1파운드가 질량의 단위이지만 일반적으로는 무게라고도 말한다. 구분이 필요한 경우에는 파운드힘이라는 용어를 사용해 질량이 아닌 힘의 단위를 사용할 수 있다. 트로이 파운드(373.2417216 g)는 1824년 도량형법에 따라 질량의 기본 단위가 되었으나 1879년 1월 1일 영국에서 사용이 폐지되었으며 트로이 온스(31.1034768 g)의 소수점 이하 단위만 유지되었다. 1855년 영국 도량형법에서는 질량의 기본 단위를 상형으로 전환했다. 모든 질량 단위계에서 기본 단위는 파운드이고 다른 모든 단위는 파운드의 분수 혹은 배수로 정의된다.
| 그레인 (grain, gr)                  | 1⁄7000      | 64.79891 mg                            | 정확히 64.79891 mg이다. |    |                             |
| 드람 (drachm, dr)                   | 1⁄256       | 1.7718451953125 g                      | 1드람은 1⁄16온스이다. |    |                             |
| 온스 (ounce, oz)                    | 1⁄16        | 28.349523125 g                         | 1온스는 1⁄16파운드이다. |    |                             |
| 파운드 (pound, lb)                  | 1           | 0.45359237 kg                          | 1994년 도량형법에 따라 미터법의 정확한 참값으로 정의되었다. |    |                             |
| 스톤 (stone, st)                    | 14          | 6.35029318 kg                          | 영어권에서는 무게의 단위로 스톤을 종종 사용하기도 한다. 사람의 몸무게의 경우도 일반적으로 파운드만으로 표기하는 미국, 캐나다와 비교하여 상형 단위계를 사용하는 영국에서는 일반적으로 스톤과 파운드 2개 단위로 표기한다. |    |                             |
| 쿼터 (quarter, qr 혹은 qtr)         | 28          | 12.70058636 kg                         | 1쿼터 (문자 그대로 헌드레드웨이트의 1/4)은 2스톤 혹은 28파운드와 같다. 쿼터라는 단위는 소매점에서는 4온스, 즉 1/4파운드를 의미하기도 한다.(1824년 도량형법에서는 쿼터를 위에서 설명한 것처럼 부피 단위로 정의했기 때문에 밀 1쿼터의 경우에는 약 64갤런으로 대략 494파운드에 해당한다.) |    |                             |
| 헌드레드웨이트 (hundredweight, cwt) | 112         | 50.80234544 kg                         | 1제국 헌드레드웨이트는 8스톤과 동일하다. 이를 "롱 헌드레드웨이트"(long hundredweight) 즉 112파운드라고 부르는데 미국이나 캐나다에서 사용하는 100파운드의 헌드레드웨이트는 반대로 "숏 헌드레드웨이트"(short hundredweight)라고 부른다. |    |                             |
| 톤 (ton, t)                         | 2240        | 1016.0469088 kg                        | 1톤은 20헌드레드웨이트와 같다(이는 미국과 캐나다에서 사용하는 단위계에서도 동일하다). 제국 헌드레드웨이트는 미국, 캐나다의 헌드레드웨이트보다 12% 더 크다. 제국톤(혹은 롱톤)은 2240파운드로 미터톤(대략 2204.6 파운드)과 거의 동일하지만 미국에서 사용하는 숏톤( 2000 파운드 (907.185 kg))은 롱톤보다 10.7% 더 작다. |    |                             |
| 중력 단위                           |             |                                        | |    |                             |
| 슬러그 (slug)                       | 32.17404856 | 14.59390294 kg                         | 제국 단위계와 미국 단위계 양쪽에서 쓰이는 슬러그의 정의는 1파운드힘(lbf)이 가해졌을 때 1 ft/s2만큼 가속되는 질량을 의미한다. \| \| F \| = ma (뉴턴의 제2법칙) \| \| \| \| \| \| 1 lbf \| = 1 slug × 1 ft/s2 (위에서의 정의) \| \| \| \| \| \| 1 lbf \| = 1 lb × g/gc (파운드힘을 이용한 정의) \| \| \| \| \| \| g \| ≈ 32.17404856 ft/s2 \| \| gc \| ≈ 32.17404856 lbm⋅ft/lbf⋅s2 \| \| ∴ \| 1 slug \| ≈ 32.17404856 pounds \| \| \| \| |    |                             |
|                                     | F           | = ma (뉴턴의 제2법칙)                  | |    |                             |
|                                     | 1 lbf       | = 1 slug × 1 ft/s2 (위에서의 정의)     | |    |                             |
|                                     | 1 lbf       | = 1 lb × g/gc (파운드힘을 이용한 정의) | |    |                             |
|                                     | g           | ≈ 32.17404856 ft/s2                    | | gc | ≈ 32.17404856 lbm⋅ft/lbf⋅s2 |
| ∴                                   | 1 slug      | ≈ 32.17404856 pounds                   | |    |                             |

## 자연계와의 등가 정의
1824년 영국 도량형법에서는 프로토타입 표준을 참조하여 야드와 파운드를 정의하고, 특정 물리 상수를 정의하여 표준이 손상될 경우 다시 만들 수 있도록 규정했다. 야드의 경우 그리니치 위도(해수면)에서 진공 상태의 진자가 1초를 주기로 진동하는 경우의 진자 길이를 39.01393인치로 정의했다. 파운드의 경우 30수은주 인치의 대기압에서 62°F의 증류수 1세제곱인치의 질량을 252.458그레인으로 정의했으며, 1파운드는 7,000그레인으로 정의했다.
1834년 영국 국회의사당 화재로 표준 원본이 소실된 후 위의 물리학적 정의에 따라 표준을 재현하는 것이 불가능함이 불가능해지자 1855년 도량형법에서 인정된 보조 표준을 통해 표준 원형의 복원을 허용했다.

## 사용 국가

2023년 기준 전 세계 각국이 사용하는 도량형을 정리한 지도. 파랑은 미터법 사용 국가, 녹색은 미국 단위계 사용 국가, 보라는 제국 단위계와 미터법 혼용 국가이다.

### 영국
영국은 1985년 도량형법 개정 이후 미터법에 상응하는 기본 제국 단위를 정의하고 있다. 영국 내 사업과 기술 분야에서는 미터법을 보편적으로 사용하고 있지만 아직까지도 일반 대중에게는 제국 단위계도 널리 사용되고 있다. 영국 내 모든 도로에서는 무게 제한 표지를 제외하고는 전부 제국 단위계로 표기하며 새롭게 만들어진 차고 제한이나 차폭 제한 표지판에서는 미터법과 제국 단위계를 병기하는 등 여전히 도로 표지판에 제국 단위계를 사용하고 있다.

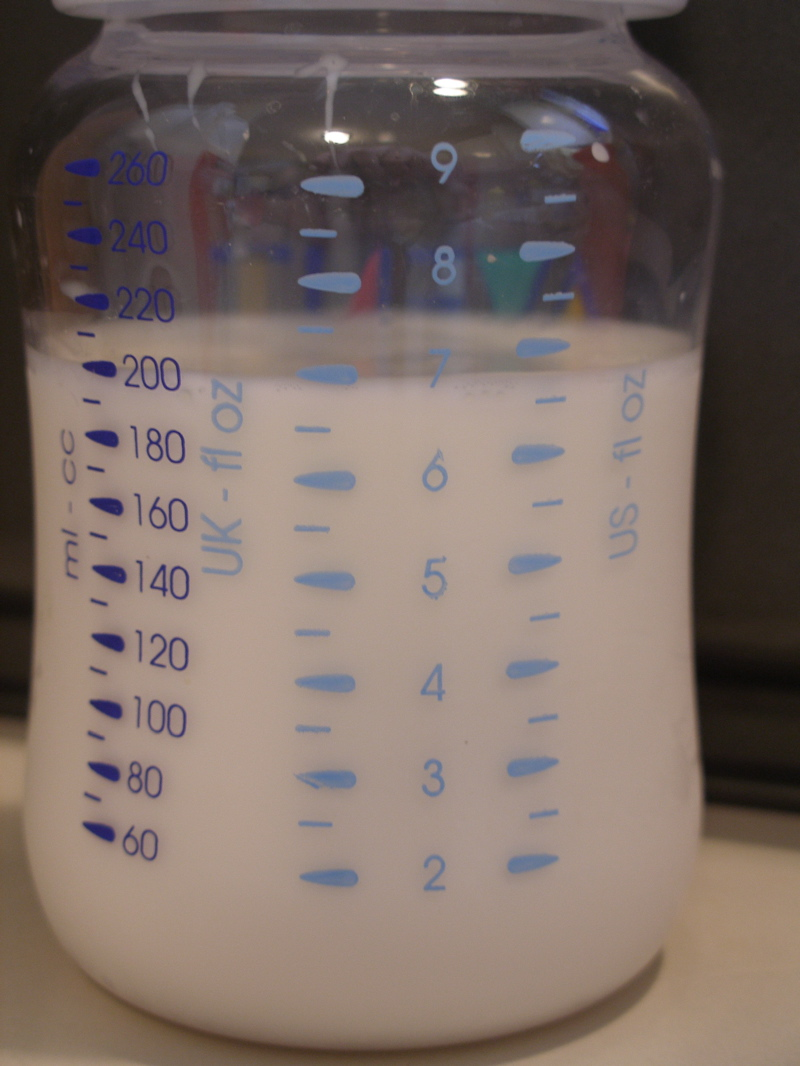
미국에서 판매된 젖병의 모습. 가운데 눈금이 왼쪽부터 밀리리터(ml), 영국 액량 온스(UK fl oz), 미국 액량 온스(US fl oz)가 적혀 있다.

영국에서 활동하는 상업인은 제국식 단위를 사용해달라는 고객의 요청을 받아들일 수 있으며, 소매업에서는 미터법과 제국 단위계 두 단위가 병행된 저울을 사용하는 경우가 대부분이다. 또한 영국 법률에 따르면 제국식 표기가 미터법식 표기보다 더 크지 않고 눈에 띄지 않는다는 제한 하에 미터법식 가격표와 제국 단위계식 가격표를 병기할 수 있다.
영국은 1995년 공식적으로 미터법으로의 부분 전환을 완료했으나 생맥주와 사이다, 도로 표지판과 같은 일부 특정 용도에서는 여전이 법적으로 제국 단위계를 사용할 수 있도록 되어 있다. 이 때문에 영국에서 판매되는 차량의 속도계는 시간당 마일 단위 표기가 있어야 한다. 1878년 도량형법에 따라 공식적으로 영국 법률상 트로이 무게 단위의 사용이 금지되긴 하였으나 보석과 금속의 무게 단위로 여전히 트로이 무게를 사용할 수 있다. 빅토리아 시기 건설된 최초의 철도는 공식적으로 거리를 마일과 야드 또는 마일과 체인, 피트와 인치로 측정했으며 속도는 시간 당 마일로 표시하는 등 제국식 단위를 많이 사용했다.
일부 영국인들은 일상 생활에서도 길이 단위(마일, 야드, 피트, 인치)와 일부 유형의 부피 단위(특히 우유와 맥주는 파인트 단위로, 캔이나 병에 든 청량음료나 휘발유에서는 거의 사용하지 않음) 중 하나 이상의 제국식 단위를 계속 사용한다. 2021년 기준으로도 많은 영국인들이 일상생활에서 체중(성인의 경우 스톤과 파운드, 유아일 경우 파운드와 온스)에 여전히 제국 단위계를 사용한다. 대중을 대상으로 하는 영국 정부문서에서도 체중과 키를 미터법과 제국 단위계를 병기해서 사용하는 경우가 많다. 2015년 조사에 따르면 대부분의 영국인들이 미터법 단위의 자신의 키와 몸무게를 모른다. 또한 40세 미만의 경우 미터법을 선호하긴 했지만 40세 이상은 거의 대부분 제국 단위계를 선호했다.
호주, 캐나다, 미국과 같은 다른 영어권 국가와 마찬가지로 영국에서도 말의 키는 4인치(102 mm)를 기준으로 한 핸드 단위로 잰다. 차량의 연료 소비량은 일반적으로 갤런당 마일(MPG)로 표기하지만 제조사의 공식 발표 수치는 항상 100 km당 리터로 표기하며, 휘발유 판매 또한 리터 단위로 판매된다. 허가된 건물에서 생맥주를 판매하는 경우, 맥주와 사이다는 파인트, 하프파인트, 1/3 파인트 단위로만 판매해야 한다. 우유의 경우에는 슈퍼마켓과 소매점에서 리터와 파인트 단위 용기 둘 다 사용해서 판매된다. 농업, 임업, 부동산과 관련되어 토지 면적을 표기할 때는 일반적으로 에이커와 평방피트로 홍보하고 있지만 실제로 토지등본이나 계약서를 작성할 때는 항상 헥타르와 제곱미터 단위를 사용해야 한다.
사무실 공간과 산업 시설의 면적은 평방피트 단위로 광고하는 경우가 많다. 강관은 인치 단위 두께로 판매하지만 구리관은 밀리미터 단위로 판매된다. 일반 도로주행용 자전거는 프레임이 센티미터 단위이지만 오프로드 자전거는 대부분 프레임을 인치 단위로 표기한다. 텔레비전과 컴퓨터 모니터 등의 화면 크기는 항상 대각선의 인치 길이로 표기된다. 피자나 샌드위치같이 길이나 넓이로 판매되는 식품도 인치 단위로 판매된다. 의류는 보통 인치 단위로 표기되며, 보조용 단위로만 미터법을 사용하는 경우가 많다. 가스의 경우 세제곱피트나 세제곱미터 단위로 측정하지만 요금은 전기처럼 킬로와트시 단위로 받는다.
미리 포장된 제품에서는 미터법과 제국 단위계 양쪽 모두 표기할 수 있으며, 심지어는 1파운드(454 g) 용량의 시럽을 제국 단위계 표기 없이 그냥 454 g이라고만 표기하는 등 영국식 포장재 크기에 미터법으로만 크기를 표기하는 경우도 있다. 마찬가지로 대부분의 잼 병과 소시지팩도 제국 단위계 표기 없이 그냥 미터법으로만 표기하는 경우가 많다.

### 인도
인도에서는 1955년에서 1962년까지 미터법으로 단위 체계를 변환했다. 1956년 12월 인도 의회는 표준도량형법을 통과시켜 미터법을 공식적인 단위계로 채택했고 1958년 10월 1일 법이 발효되었다. 1962년에는 미터법이 인도에서 "의무적이고 배타적인" 표준 단위가 되었다.
현재 인도에서 거의 모든 공식적인 단위 표기는 미터법만 사용한다. 다만 일부 노인의 경우에는 여전히 제국 단위계를 사용하는 경우가 있다. 특히 산과 같은 일부 측정에서는 피트 단위로 기록하기도 한다. 타이어 휠림같은 경우도 전 세계에서 대부분 사용하는 인치 단위를 사용한다. 건설 및 부동산 업계와 같은 산업에서는 여전히 미터법과 제국 단위계를 혼용하지만 주택 넓이는 제곱피트, 토지 면적은 에이커 단위를 사용하는 것이 일반적이다.
표준 인도 영어에서는 오스트레일리아나 싱가포르, 영국 영어와 마찬가지로 리터(litre), 미터(metre), 톤(tonne)과 같은 미터법의 단위를 프랑스어식 그대로 표기하며 이는 미국이나 필리핀 영어와는 다르다.  인도에서 제국톤(롱톤)을 표기할 때는 항상 'n' 하나로만 표기한다.

### 홍콩
홍콩에서는 크게 세가지 단위계가 사용된다.
- 청나라 시기부터 내려온 중국 단위계 (중국 내에서는 거의 사용되지 않음)
- 제국 단위계
- 미터법

1976년 영국령 홍콩 정부는 미터법으로의 전환을 시작했으며 2012년 도로 표지판과 함께 홍콩 정부에서 사용하는 거의 모든 단위계는 미터법을 사용한다. 다만 법적으로 무역 분야에서는 위 3개 단위계를 전부 사용할 수 있으며, 실제 홍콩 내에서도 저 세 단위계가 혼용되어 사용된다.
중국 단위계에서 가장 많이 사용되는 길이 단위는 큰 단위부터 리(里, lei5), 장(丈, zoeng6), 척(尺, cek3), 촌(寸, cyun3), 분(分, fan1)이 있다. 이런 중국식 단위는 일상생활에서 거의 사용되지 않으며 홍콩인은 보통 제국 단위계나 미터법을 사용한다. 제국 단위계는 중국 단위계와 동일한 기본 한자를 이용하여 표기한다. 다만 두 단위 체계를 구분하기 위해 단위 앞에 제국 단위계인 경우 '영'(英, jing1)을, 중국 단위계인 경우 '화'(華, waa4)를 붙일 수 있다. 문어에서는 제국 단위를 표기하기 위해 단위를 나타내는 한자 왼쪽에 입 구(口)자 부수를 추가한 한자를 사용하기도 한다. 가장 대표적인 예시로는 홍콩에서 마일을 '리'(哩, li1), 야드는 '마'(碼, maa5), 피트는 '척'(呎, cek3), 인치는 '촌'(吋, cyun3)으로 표기한다.
제국 단위계에서 사용하는 대표적인 넓이 단위는 제곱피트로 '방척'이나 '평방척'으로 표기하며(方呎, 平方呎, fong1 cek3, ping4 fong1 cek3) 부동산 목적으로 현재까지 계속 사용하고 있다. 농경지와 밭의 면적은 중국 단위계에 있는 묘(畝, mau5)를 사용한다.
부피 단위를 사용할 땐 홍콩에서 공식적으로 미터법을 사용하지만, 갤런(加侖, gaa1 leon4-2)을 사용하는 경우도 있다.

### 캐나다

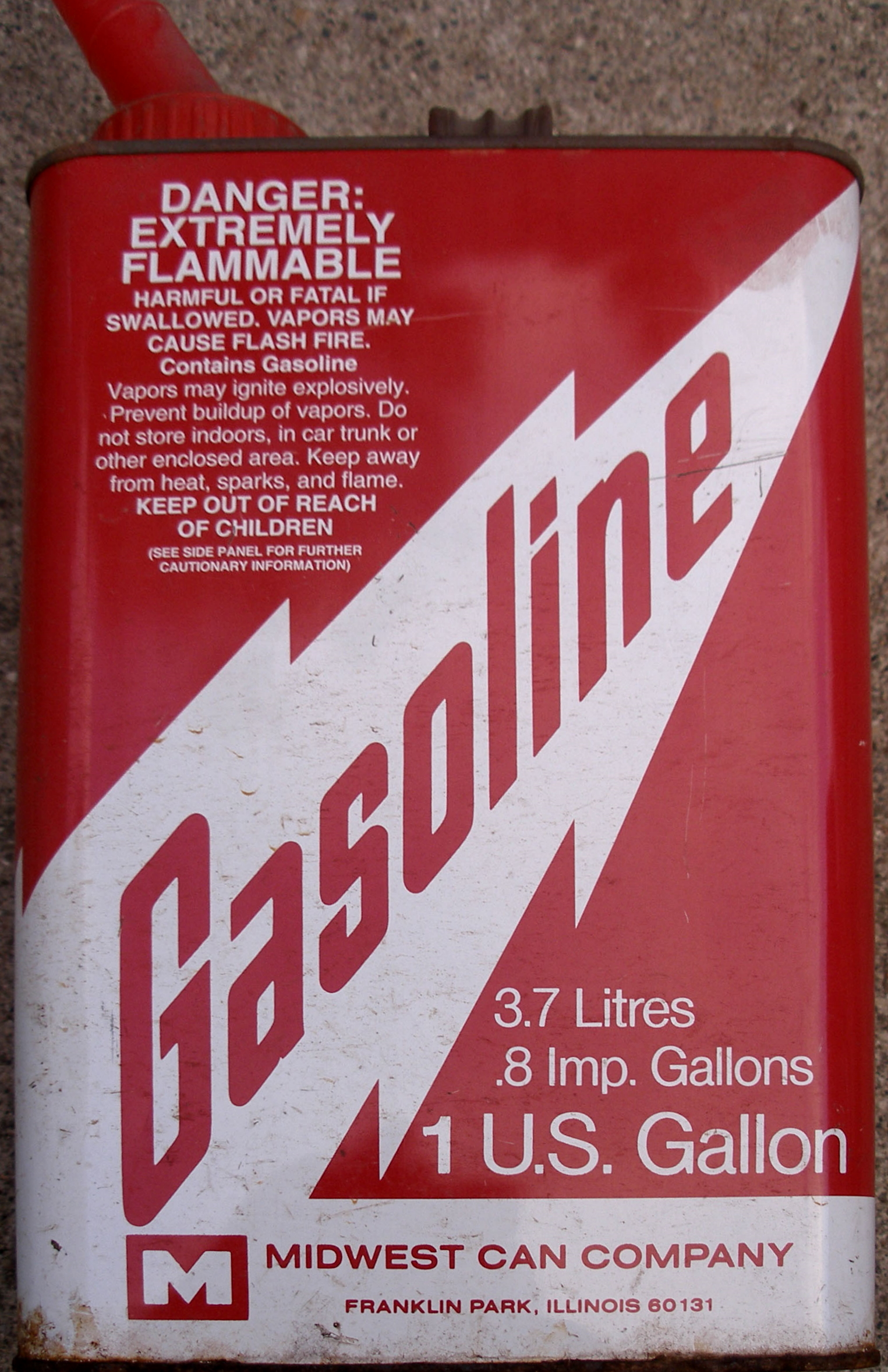
미국-캐나다 국경 지역에서 구입한 미국식 1갤런 휘발유통. 겉면에 제국 갤런 단위와 리터 단위 환산이 표기되어 있다.

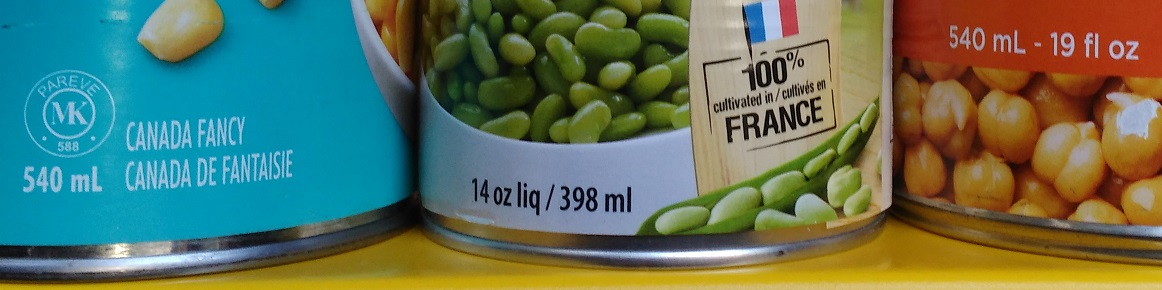
캐나다에서 판매되는 여러 통조림의 모습. 겉면에 제국 단위계와 미터법 단위 용량이 적혀 있는데, 라벨에는 미터법보다는 제국 단위계가 먼저 써 있는 경우가 많다.

1970년대 캐나다는 제국 단위계를 대체하기 위해 미터법과 SI 단위계를 도입하기 시작했다. 정부 내에서는 미터법 도입을 위한 노력이 광범위하게 이루어졌으며, 거의 모든 기관, 정부단체, 부서가 SI 단위만 사용했다. 모든 도로 표지판에서는 제국 단위 표기가 제거되었지만 주차장 건물의 높이 경고 표지판 등 개인 소유 표지판에서는 여전히 두 단위계가 혼용되는 경우가 있다. 1980년대에는 브라이언 멀로니 내각이 선출되면서 미터법으로 완전히 전환하는 움직임이 주춤해졌다. 미터법에 대한 반대도 심해지자 타협안으로 정부는 법적으로는 미터법으로 정의한 제국 단위계식 표기를 미터법과 병행표기하는 조건으로 허용했다. 법에 따라 연료나 육류같이 계량해서 판매하는 제품은 미터법으로 가격을 표시해야 하며, 미터법식 가격이 있을 경우 제국 단위계식 가격을 병행할 수 있었다. 과일과 채소는 제국 단위계로만 표기되는 것에 더 관대했다. 캐나다 환경부는 캐나다 언론에다가 미터법 단위로 날씨를 측정하고 예보해주지만 보도할 때는 미터법 단위 외에도 제국 단위계를 병행해서 표기해 보도하는 경우가 많다. 미국 국경에서 방송하는 CIMX-FM나 CIDR-FM 같은 일부 라디오 방송국은 주로 제국 단위계로만 날씨를 보도한다. 캐나다의 철도에서도 제국 단위계를 사용하는 경우가 많다.
일상적인 대화에서는 여전히 제국 단위계가 사용된다. 현대 캐나다인은 일상 생활에서 미터법과 제국 단위계를 혼용하여 사용한다. 이 혼용 비율은 연령에 따라 다른 양상을 보인다. 나이가 많은 세대일수록 제국 단위계를 사용하는 반면 젊은 세대는 미터법의 사용이 더 많다. 퀘벡주에서는 미터법 사용 비율이 더 높다. 신생아는 병원에서 SI 단위로 체격을 측정하지만 실제로 출생시 키와 체중은 가족과 친지들에게 제국 단위계로 말하는 경우가 많다. 운전면허에서는 SI 단위로 기록되어 있지만 영어 사용 캐나다인의 대부분은 자신의 키와 체중을 제국 단위계로 말하는 경우가 많다. 가축 경매 시장에서 소는 헌드레드웨이트(숏) 당 달러로 판매되지만 돼지는 100 kg당 달러로 판매된다. 요리법, 건축, 주택 리모델링, 정원학에서는 제국 단위계를 여전히 많이 사용한다. 토지측량의 경우 초기에는 야드 단위로 측량하고 등록했지만, 현대에는 미터법 단위로 측량하고 등록한다. 예를 들어 19세기 후반에서 20세기 초 대초원의 농지 분할은 야드 단위로 이뤄졌으며, 이후 캐나다 프레이리 지역에 사용되는 거리와 면적의 단위는 제국 단위계로 정착되었다. 영어권 캐나다에서는 주거 및 상업 부동산은 (완전히는 아니지만) 제곱피트 단위로 건축되고, 퀘벡을 비롯한 프랑스어권 캐나다에서는 상업 및 주거 부동산이 미터 단위로 건축되고 제곱미터와 제곱피트 두 단위를 병기하여 홍보된다. 카펫이나 바닥 타일은 제곱피트 단위로 구매하지만, 제곱미터 단위로 구매하는 경우도 있다. 자동차의 연료 소비량은 100 km 당 리터와 제국갤런 당 법정마일 둘 다 사용하며, 미국과 영국의 갤런과 마일이 약간 다르기 때문에 캐나다 차량이 미국갤런 당 미국 법정마일을 사용하는 미국 차량에 비해 동일한 연비라도 캐나다 차량 쪽이 20% 연비가 높다는 잘못된 인식을 주기도 한다. 캐나다의 철도는 열차 길이(피트), 열차 높이(피트), 수용량(제국톤), 속도(mph), 선로 길이(마일) 등에서 제국 단위계를 사용하고 있다.
제국 단위계는 총기와 탄약에서도 사용된다. .204 루거나 .17 HMR와 같이 최근에 개발된 카트리지에서도 구경을 소수점 이하로 제국 단위계인 인치 단위를 사용한다. 9mm 파라벨룸와 같이 이미 미터법으로 분류하던 탄약은 여전히 미터법식으로 사용하기도 한다. 탄약 제조 시 총알과 화약의 무게는 미터법과 제국 단위계식 탄약 양쪽 모두 그레인 단위를 사용한다.
국제 표준에 따라 항공 부문에서는 영국도 미국식도 아니 해양 단위(해리 등)을 기준으로 하며 고도는 제국피트 단위를 사용한다.

### 오스트레일리아
오스트레일리아의 도량형은 공식적으로 제국 단위계를 거의 사용하지 않지만 특정 경우 국제적으로 제국 단위계를 여전히 사용하고 있다.
- 허가된 장소에서의 생맥주와 사이다는 제국 액량온스를 기준으로 만든 유리잔과 주전자에 담겨 판매되지만, 이때도 5 ml 단위로 반올림하여 판매한다.
- 신생아의 몸무게는 병원에서 kg 단위로 측정하지만, 출생 시 키와 몸무게는 가족이나 친지들에게 제국 단위계 식으로 알려주기도 한다.
- 화면 크기는 cm 단위 대신 센티미터와 인치 단위를 병행 표기한다.
- 부동산 면적은 에이커 단위로 광고하는 경우가 많지만 실제 등본상에는 제곱미터 단위로 표기한다.
- 항해는 해리 단위로 계산하며, 해상의 제한속도는 시간당 해리 단위로 표기한다.

### 뉴질랜드
뉴질랜드는 1976년 12월 15일 미터법을 도입했다. 항공은 그 예외로, 고도와 운항제한은 계속 피트 단위로 표기하며 항해는 해리 단위로 표기, 그 외 나머지(연료량, 항공기 중량, 활주로 길이 등)는 미터법으로 표기한다.
텔레비전, 모니터, 핸드폰 크기와 같은 화면 크기와 차량의 휠림 크기는 타국의 관습단위와 마찬가지로 인치 단위로 표기된다. 1992년 연구에 따르면 뉴질랜드에서 출생시 체중과 사람의 키는 미터법과 제국 단위계를 혼용하는 것으로 밝혀졌다.

### 아일랜드
아일랜드는 유럽연합에 가입한 이후부터 공식적으로 미터법 전환을 시작해 1997년부터 새 도로 표지판은 거리를 미터법으로 표기했고 2005년에는 모든 속도 제한 표지판을 미터법으로 표기했다. 다만 펍에서 생맥주를 판매할 때나 사이다를 판매할 때는 제한적으로 제국 단위계를 사용하고 있다. 그 외의 모든 상품은 법령에 따라 미터법 단위로 판매해야 하며, 454 g(1파운드) 단위로 판매되었던 버터나 소시지와 같은 상품의 경우 포장 크기는 그대로 유지한 채 무게 표기만 그램 단위로 변경되었다. 2005년 이전에 판매된 대부분의 자동차에서는 속도계가 시간당 마일이 기본 단위였지만 이후 자동차는 대부분 시간당 킬로미터 단위로 표기하고 있다. 교량 높이와 같은 표지판에서는 미터법과 제국 단위계가 혼용되어 있는 경우가 있다.
다만 아일랜드 사람들의 구어에서는 피트, 인치, 에이커와 같은 길이, 면적 단위와 파운드, 스톤과 같은 제국 단위계식 무게 단위가 모든 연령대 사람들 사이에서 사용되고 있다. 다만 젊은 세대 사이에서는 야드와 같은 단위는 사용도가 떨어지고 있다. 아일랜드의 철도에서는 거리와 속도 표지판에 제국 단위계를 사용하고 있다. 부동산 면적은 미터법 이외에도 제곱피트 단위도 같이 사용한다.
아일랜드의 경마에서는 여전히 스톤, 파운드, 마일, 펄롱과 같은 제국 단위계를 그대로 사용하고 있다.

### 바하마
바하마에서는 대부분 여전히 제국 단위계를 사용하고 있다. 2006년 개정된 바하마 도량형법에 따르면 미터법과 제국 단위계의 혼용이 여전히 인정된다.

### 기타 국가
말레이시아, 필리핀, 스리랑카, 남아프리카 공화국에서는 일부 제국 단위계식 측정이 제한적으로 사용되고 있다. 특히 비공식적 간행물에서 사람의 키를 피트와 인치를 측정하는 경우가 많다.
말레이시아에서는 미터법이 도입되기 이전 주요 도로를 따라 있는 이름 없는 장소나 마을을 가리킬 때 해당 위치가 가장 가까운 도시에서 몇 마일 떨어져 있는지 언급하여 부르는 관행이 있었다. 어떤 경우에는 해당 위치에 새로운 이름이 붙여지기도 했지만, 더러 몇 마일 떨어졌는지를 나타내는 말이 아에 그 위치나 지역의 이름으로 붙여지기도 했다. 예를 들어 바투 32(Batu 32, 말레이어로 '32마일'을 의미)는 말레이시아 연방로 제22호선(탐파룰리-산다칸 고속도로)과 말레이시아 연방로 제13호선(산다칸-타와우 고속도로)의 교차로 지역을 가리키는 말로 이는 가장 가까운 도시인 산다칸에서 서쪽으로 약 32마일 떨어져 있기에 붙여진 이름이다.
앵귈라, 앤티가 바부다, 벨리즈, 미얀마, 케이맨 제도, 도미니카 연방, 그레나다, 몬트세랫, 세인트키츠 네비스, 세인트빈센트 그레나딘에서는 여전히 휘발유를 제국갤런 단위로 판매하고 있다. 2009년 아랍에미리트 내각은 2010년 1월 1일부터 휘발유을 가격을 갤런이 아닌 리터 단위로 책정한다고 발표한 제270/3호 법령을 제정했으며, 이 법령은 2006년 국가 내 법적 측정단위를 국제단위계로 전부 통일한다는 내용인 개각결정 제31호에 따른 결정이다. 시에라리온은 2011년 5월부터 휘발율 판매를 갤런에서 리터 단위로 전환했다.
2011년 10월 앤티카 바부다 정부는 법적 단위계로 국제단위계를 지정한 2007년 도량형법에 따라 사용하는 단위계를 전부 전환한다고 밝혔다. 앤티카 바부다 정부느 2015년 1분기까지 모든 제국 단위계 사용분야를 전부 국제단위계로 전환한다고 밝혔다.

## 같이 보기
- 에이커피트
- 보드피트
- 제국 단위계와 미국 단위계의 비교
- 단위 변환
- 식품 계량
- 코드
- 측정의 역사
- 미터화
- 단위계

## 참고 문헌
- Appendices B and C of NIST Handbook 44
- Thompson, A.; Taylor, Barry N. (2010년 10월 5일). “The NIST guide for the use of the international system of units”. NIST. 2010년 2월 16일에 원본 문서에서 보존된 문서. 2012년 10월 15일에 확인함. Also available as a PDF file.
- 6 George IV chapter 12, 1825 (statute)